# 離婚後夜
『離婚後夜』（りこんこうや）は、＊あいら＊によるオンライン小説。小説配信サイト『peep』（taskey）にて2020年9月5日から2021年4月10日まで連載された。その後、2023年6月24日から2024年3月9日まで第2章が連載された。
NCOMIC制作による漫画版が漫画アプリ「HykeComic」（HykeComic）にて2022年7月30日から2023年5月6日まで連載され、同年6月24日より2025年2月5日までシーズン2が連載。
2024年10月から12月まで、朝日放送テレビにてテレビドラマが放送された。

## あらすじ
【第1章】
大学3年生の宝条伊織は大企業社長の息子で、容姿端麗ということた周りの女子から注目されているが、損得勘定で近づく人達に対して強い警戒心を抱いている。ある日、バイト先のカフェ常連客で小説家・金織香帆と思いがけない出会いを果たし、初めて本気の恋に落ちてしまう。一方の香帆は夫・真也からのモラハラを受けながらも、高校生時代から10年間連れ添った真也と結婚生活を続けていたが、真也の不倫現場を目撃し、すぐに離婚を決意する。
「俺にもチャンスをください」という伊織の気持ちに応えた香帆は真也との別居を経て、伊織と一時的な同居生活を開始する。伊織は「香帆に頼られる男になりたい」と精一杯の気持ちを香帆に伝える。少しずつ心を開いていく香帆だが、自分が年上でバツイチであることで自信喪失し、伊織の想いを受け入れられずにいる。しかし、 ピュアでまっすぐな想いを受けて、“情”と“愛”の間で揺れ動く気持ち＝“離婚後夜”から2人の本当の恋がはじまる。

## 登場人物
【第1章】
金織香帆（かなおり かほ）→ 花咲香帆（はながさき かほ）→ 宝城香帆（ほうじょう かほ）
第1章ヒロイン。旧姓: 花咲。
小説家とライターを兼業でこなす。忙しい夫・真也のため、家事も行っている。常連客として通うカフェで伊織と初めて出会う。真也の不倫を知り裏切られ、伊織の住むマンションでお世話になる。真也との離婚を乗り越えながら伊織と次第に愛を育み再婚する。第2部では伊織とはお互い家事を協力し合い、新婚旅行でフランスに行く。最終的に子供に恵まれる。再婚して母親になった舞衣とは相変わらず家族同士でも仲が良い。第2章では伊織との間に娘を儲けた。
宝城伊織（ほうじょう いおり）
大学3年生。父親は大企業社長で、マンションのオーナー。母親は税理士だが、仕事の多忙により家を空けることが多い。容姿端麗。
両親はすれ違いにより不仲で、家族間の会話はなく、親との間に素っ気ない空気が続いている。
カフェでバイトしているとき年上の香帆に恋する。夫の不倫に傷ついた香帆に「俺にもチャンスをください」と言い、香帆と一時的な同居をする。香帆に頼られる男になりたい気持ちは強い。
金織真也（かなおり しんや）
香帆の夫。広告代理店の営業職。香帆とは高校時代から10年越しの交際を経て結婚。香帆へのモラハラをする一方で、会社の同僚女性と不倫をしている。
花咲臣（はながさき じん）
香帆の4歳上の兄。デザイナー。実咲との結婚後、第2章の時点で息子1人を儲けた。
目黒実咲（めぐろ みさき）→ 花咲美咲（はながさき みさき）
香帆の友達で良き理解者。真也と同じ広告代理店で勤めている。交際相手のリュウジと別れたあと、臣と交際し始め、のちに臣と結婚する。
池田アカリ（いけだ あかり）
真也の会社の同僚で、不倫相手。
大崎リュウジ（おおさき りゅうじ）
真也の会社の同期。
川角舞衣（かわずみ まい）
出版会社に勤める。香帆の担当の編集者。
【第2章】
川角舞衣（かわずみ まい）（第1章に同じく勤務先では離婚後も引き続き旧姓名義として使用。）→ 椿舞衣（つばき まい）
第1章では香帆のデビュー小説を担当した編集者として初登場。第2章のヒロイン。努力家で、周囲からの信頼が厚い。
大学では法学部に在籍したが、中退をきっかけに働き今は編集者を務める。
母親は既に亡くなり、生前の父親の会社の破産により父親・正信（現在は故人）と当時小学6年生の誠と三人で夜逃げする。大学を中退して就職する際、初めての交際相手の京一郎とはお互い境遇の違いから別れた。正信の恩人と思っていた人物の一人息子・浩介との結婚生活、義母の世話につくしてきたが、浩介と義母からモラハラを受けているうちに浩介の不倫を知る。心身が疲弊したときに京一郎からの久しぶりの連絡を受け再会する。離婚調停での担当を引き受ける京一郎たちの協力で不倫の証拠を集め、浩介との離婚調停で勝訴する。浩介との正式な離婚を経て半年後には京一郎と交際再スタートし、のちに再婚をする。5年後。長女（一衣）と長男儲けている。
椿京一郎（つばき きょういちろう）
舞衣の大学時代の同期で、初めての交際相手。「東村法律事務所」に勤める有能な弁護士。両親は弁護士事務所の代表で、裕福かつ良心的な家庭環境で育つ。香帆の兄・臣とは大学時代の知り合い。
大学では医学部に在籍していたが、法学部に転学した。成績優秀の努力家で、入学前に司法試験に合格したが、周囲の学生たちからは嫉妬の目を向けられていた。他の学生たちとは違う舞衣に惹かれて告白し在学中は一時期交際していた。別れを切り出されたにも関わらず、舞衣が大学中退して以来ずっと舞衣への想いは変わらず案じ続けている。
弁護士して法律事務所に勤めているとき、浩介の浮気を知ってショックを受けた舞衣とは偶然再会。離婚調停と裁判では舞衣の担当弁護人を務める。再会後は舞衣への想いが再燃し、舞衣の正式の離婚までにしばらく想いを封じていたが、最終的に舞衣と結婚する。結婚から5年後の時点で一男一女に恵まれても舞衣とも変わらず仲睦まじい。
川角誠（かわずみ まこと）
舞衣の年の離れた弟。大学生。大学卒業を実現できなかった舞衣の意思を継ぎ、進学した大学で法学部を専攻する。SNSで知ったヒカルの匂わせ投稿を見つけ、ヒカルと一緒にいた男が浩介で、ヒカルと不倫関係にあることを舞衣に話す。京一郎とともに協力し舞衣の離婚を後押しする。舞衣の紹介で既に知り合った京一郎を兄のように尊敬し、舞衣と京一郎の結婚成就を見守っている。京一郎と新しい人生を始める舞衣の再婚を祝う。5年後、交際相手となった祈莉を舞衣たちに紹介する。
倉本浩介（くらもと こうすけ）
舞衣の夫。不動産会社の営業職。父親を通じて舞衣と知り合い一方的な想いから交際し結婚した。仕事人間で家事を舞衣に任せながらモラハラする。性格は自己中心で責任転嫁タイプ。バーで知り合ったヒカルとの不倫を既に続けていて、その事実を舞衣に知られる。同居中の実母の舞衣へのモラハラ・暴力を黙視しているが、別居中の舞衣に責任転嫁し謝罪を要求したことで夫婦関係は継続不能で完全に決裂する。舞衣との離婚調停と裁判では、モラハラや不倫、亡父のパワハラ、実母の嘘などの証拠が既に数多く立証され慰謝料500万円支払うこととなり、不倫・離婚の件で勤め先の不動産会社に知られ懲戒解雇される。友人たちの家を転々としながら再就職先を探すが、ヒカルとの不倫問題の記事で紹介されたことを知った再就職先から内定取消しを受ける。「東村法律事務所」に不法で押しかけ京一郎に傲慢な言動をとったあと、京一郎の塩対応により、警察に取り押さえられ法律事務所を追い出される。慰謝料支払いで金銭に困り、実母とヒカルをそれぞれ訴えて泥沼裁判沙汰に発展する。
坂井ヒカル（さかい ひかる）
浩介の不倫相手。人気SNSモデル。玉の輿に乗って専業主婦になるのが夢で、経済力のある浩介に接触し不倫関係を持つ。不倫の立場にあるにも関わらず浩介の妻である舞衣にSNSを通じて勝手に接触するなど、常軌を逸した思考と自己中心な言動の持ち主。自分勝手で不遜な振る舞いが仇となり、舞衣への勝手な接触を知った浩介の怒りを買う。さらに舞衣の会社に向けて舞衣への悪質な嫌がらせをしてきたため、舞衣への慰謝料500万円の支払いを請求される。浩介に支払いの協力を求めるが拒絶され、浩介から自分を訴えると告げられる。舞衣との示談交渉が成立したが、ヒカルの悪質不倫問題の他にいじめや過去の悪事が既にネットニュースで取り上げられてSNS上でも炎上騒動となる。そこでSNSでの度重なる批判的なコメントや不倫記事の投稿を受けて自室に引き篭もる。娘が浩介に騙されたと思ったヒカルの両親が浩介を訴える。
倉本浩三（くらもと こうぞう）
浩介の父親。第2章では浩介の結婚後から半年で病死したため故人で、主に回想のみに登場。生前に2年ほど区議会議員を務めたことがある。舞衣の父親・川角正信の恩人として舞衣からも信用されていたが、正信に職を紹介したことは嘘で、実は人を利用する利己的な性格の持ち主である。誰も働きたがらない仕事を押し付ける態度をとり、正信に職の紹介の依頼することを面倒くさがり彼を劣悪な環境と労働条件の工場で働かせた（それが原因で正信は過労死で亡くなった）。また、自己中心で人をこき使う性格とパワハラとDVにより浩三の秘書が何度も変わることが多かったことが京一郎によって裁判で立証されている。浩三のせいで精神的苦痛を散々受けてきた元秘書の一人が当事者尋問に原告側証人として出廷し、被告側（浩介たち）に慰謝料を求める。
浩三の妻
浩介の母親。浩三と浩介と同様、自己中心的かつ恩知らずで責任転嫁する性格。一時期別居していたが、浩三の死後は成人した浩介と再会し、居候しながら遺族年金生活を送る。舞衣にモラハラ言動・暴力、家事押し付けだけでなく、家事代行費の支払い要求で精神的な負担を強いる。当初、浩介を置いて離婚せずに別居を続けていたが、夫の死後は浩介と再会し無理を押し付けて同居させてもらっている。再会時点で足を悪くしていると言ったが、実際のところは金目当てで扶養してもらうための演技であった。京一郎の調査により家事代行担当者との会話の音声が公開され、持病による下半身麻痺が嘘であることが当事者尋問中に発覚されてしまう。浩介が離婚と懲戒解雇した時点で、浩介の自宅マンションから追い出さる。その後、浩介から舞衣へのモラハラとDVなどで訴えられる。
田中祈莉（たなか いのり）
ヒカル主催の飲み会に出席したとき、誠と出会う。眼鏡をかけ、前髪がパッツンの黒髪ストレートロングヘアが特徴。当時中学生だった姉は同級生のヒカルからいじめを受けて、それを苦に自殺した。姉の無念を晴らそうと悪行の証拠を集めてヒカルへの復讐をする。ヒカルのSNSアカウントにフォローして近づき、ヒカルのSNS上で陰湿な投稿に対して、裏アカウントから嫌がらせを行う。ヒカルへの復讐後に再会した誠からは、お互いに復讐を止めて自分の人生を生きるよう温かいアドバイスを受ける。その後も2人で会うようになり、舞衣の京一郎との再婚から5年後は舞衣たちの前で誠から初めての恋人として紹介される。
椿一衣（つばき いちえ）
舞衣と京一郎の長女。誕生会では舞衣や京一郎たちに祝福されながら5歳の誕生日を迎えた。

## テレビドラマ
2024年10月14日（13日深夜）から12月16日（15日深夜）まで朝日放送テレビの「ドラマL」枠で放送された。主演は佐野晶哉（Aぇ! group）。

### キャスト

#### 主要人物
宝条伊織（ほうじょう いおり）
演 - 佐野晶哉（Aぇ! group）
大学生。カフェでバイトをする。大企業の社長を父に持つ。
金織香帆（かなおり かほ）/ 花ケ咲香帆（はながさき かほ）〈26〉
演 - 久保田紗友
新人小説家。伊織のバイト先カフェの常連客。
金織真也（かなおり しんや）
演 - 長谷川慎（THE RAMPAGE）
香帆のモラハラ夫。広告会社のエリート営業マン。会社の同僚と不倫している。

#### 周辺人物
池田アカリ（いけだ アカリ）
演 - 川津明日香
真也の後輩で不倫相手。
水瀬涼太（みなせ りょうた）
演 - 髙橋大翔
伊織の大学の同級生。ドラマオリジナルキャラクター。
目黒実咲（めぐろ みさき）
演 - 森高愛
香帆の大学時代からの友人でいて良き理解者。
大崎リュウジ（おおさき リュウジ）
演 - 比嘉秀海
実咲の彼氏で真也の同期。
花ヶ咲臣（はながさき じん）
演 - 時任勇気
香帆の4歳年上の兄。デザイナー。
川角舞衣（かわずみ まい）
演 - 円井わん
香帆のデビュー小説を担当した編集者。
宝条伊佐夫（ほうじょう いさお）
演 - 吉満寛人
伊織の父。宝条不動産の経営者。
沢口健一（さわぐち けんいち）
演 - きたろう
伊織がバイトするカフェの店長。

### スタッフ
- 原作 - ＊あいら＊、taskey、HykeComic『離婚後夜』[9]
- 脚本 - 遠山絵梨香、渋谷七味[9]
- 監督 - 佐藤快磨、川和田恵真、多賀公英[9]
- 音楽 - カワイヒデヒロ
- 主題歌 - Aぇ! group「Never End」（ユニバーサルミュージック）[9]
- プロデューサー - 比屋根り子、山崎宏太、浅野由香（朝から晩まで）、川端基夫（FAB）[9]
- 制作協力 - 株式会社朝から晩まで、FAB[9]
- 制作著作 - 朝日放送テレビ[9]

### 放送日程
※ 放送日は製作局・朝日放送テレビ基準。
| 話数   | 放送日   | サブタイトル           | 脚本       | 監督       |
| ------ | -------- | ---------------------- | ---------- | ---------- |
| 第1話  | 10月14日 | ……届かないなぁ         | 遠山絵梨香 | 佐藤快磨   |
| 第2話  | 10月21日 | 最低だ、俺             | 遠山絵梨香 | 佐藤快磨   |
| 第3話  | 10月28日 | 俺にもチャンスください | 遠山絵梨香 | 川和田恵真 |
| 第4話  | 11月04日 | もっと甘えて欲しいな   | 遠山絵梨香 | 多賀公英   |
| 第5話  | 11月11日 | 一緒に寝ませんか?      | 渋谷七味   | 多賀公英   |
| 第6話  | 11月18日 | デートしてみませんか?  | 遠山絵梨香 | 川和田恵真 |
| 第7話  | 11月25日 | お前とやり直したい     | 遠山絵梨香 | 多賀公英   |
| 第8話  | 12月02日 | 俺ってまだ弟ですか?    | 渋谷七味   | 川和田恵真 |
| 第9話  | 12月09日 | 俺を選んでください     | 遠山絵梨香 | 佐藤快磨   |
| 最終話 | 12月16日 | 俺と結婚してください   | 遠山絵梨香 | 佐藤快磨   |

### 放送局
| 放送期間                  | 放送時間                     | 放送局         | 対象地域   | 備考       |
| ------------------------- | ---------------------------- | -------------- | ---------- | ---------- |
| 2024年10月13日 - 12月15日 | 日曜 2:30 - 3:00（土曜深夜） | テレビ朝日     | 関東広域圏 | 先行ネット |
| 2024年10月14日 - 12月16日 | 月曜 0:10 - 0:40（日曜深夜） | 朝日放送テレビ | 近畿広域圏 | 製作局     |
| 2024年10月24日 -          | 木曜 0:15 - 0:45（水曜深夜） | 福島放送       | 福島県     |            |
| 2024年10月25日 -          | 金曜 0:50 - 1:20（木曜深夜） | 岩手朝日テレビ | 岩手県     |            |
| 2024年11月10日 -          | 日曜 1:00 - 1:30（土曜深夜） | 鹿児島放送     | 鹿児島県   |            |

#### ネット配信
| 配信開始月 | 配信サイト | 配信料金     | 備考                                 |
| ---------- | ---------- | ------------ | ------------------------------------ |
| 2024年10月 | TVer       | 広告付き無料 | 朝日放送テレビでの放送後、見逃し配信 |
| 2024年10月 | ABEMA      | 広告付き無料 | 朝日放送テレビでの放送後、見逃し配信 |

| 朝日放送テレビ ドラマL                                                          | 朝日放送テレビ ドラマL                 | 朝日放送テレビ ドラマL                                     |
| 前番組                                                                          | 番組名                                 | 次番組                                                     |
| ------------------------------------------------------------------------------- | -------------------------------------- | ---------------------------------------------------------- |
| シュガードッグライフ （2024年8月5日 - 9月29日）                                 | 離婚後夜 （2024年10月14日 - 12月16日） | トーキョーカモフラージュアワー （2025年1月20日 - 3月24日） |
| 朝日放送テレビ 月曜 0:25 - 0:40枠                                               |                                        |                                                            |
| Rising Sun 〜後戻りはしないOne Way Road〜 ※0:25 - 0:55 【15分繰り下げの上継続】 | 離婚後夜 【ここから「ドラマL」枠】     | トーキョーカモフラージュアワー                             |